# Crossotolejeunea schiffneri
Crossotolejeunea schiffneri là một loài Rêu trong họ Lejeuneaceae. Loài này được (Herzog) R.M. Schust. mô tả khoa học đầu tiên năm 1963.